# عندقت
عندقت یک منطقهٔ مسکونی در لبنان است که در استان شمالی لبنان واقع شده‌است.